# Baxışlı
Baxışlı è un comune dell'Azerbaigian situato nel distretto di Xızı. Conta una popolazione di 315 abitanti.